# Maya Alcantara
Maya Taylor Rosales Alcantara (* 22. Juli 2000 in Rancho Cucamonga, Kalifornien) ist eine in den USA geborene philippinische Fußballspielerin.

## Karriere

### Vereine
Von 2018 bis 2021 spielte sie für die College-Mannschaft der Saint Mary’s Gaels, danach wechselte sie zur Saison 2021 zu den Georgetown Hoyas und verbrachte dort dieses Jahr.

### Nationalmannschaft
Sie wirkte mit im Trainingslager der philippinischen Nationalmannschaft mit, welche sich in Australien auf die Südostasienspiele 2021 vorbereitete. Ihr Debüt in der Mannschaft, hatte sie dann bei einem 7:0-Sieg über Singapur während der Südostasienmeisterschaft 2022. Am Ende sammelte sie hier auch noch weitere Einsätze und gewann mit ihrer Mannschaft das Turnier. Danach wurde sie auch als Reserve-Spielerin für die Weltmeisterschaft 2023 nominiert.